# Shakes & Fidget – The Game
Shakes & Fidget – The Game je webová RPG a mobilní hra na motivy stejnojmenného komiksu od německého vývojářského studia Playa Games. Běží na řadě serverů, českých i mezinárodních, které fungují jako jednotlivé herní světy. 
Hra pro účastníka začíná tvorbou postavy. Dále se rozlišuje rasa – Lidé, Elfové, Trpaslíci, Gnómové, Orkové, Temní elfové, Skřítci a Démoni. Rasa má vliv na počáteční schopnosti a možnosti postavy. Hráči pak v herním světě plní úkoly, vydělávají peníze, bojují a získávají zkušenosti. 
Hra získala čtyři ocenění:
- Deutscher Entwicklerpreis 2009 v kategorii Bestes Deutsches Casual Game
- Bestes Browsergame 2009
- BÄM Award 2010 Bestes Browsergame
- GameStar Spiel des Jahres 2010

## Typy postav
Ve hře se aktuálně nachází 11 typů postav
- Kouzelník (2009)
- Válečník (2009)
- Průzkumník (2009)
- Nájemný vrah (2018)
- Bojový mág (2018)
- Berserk (2019)
- Druid (2020)
- Lovec démonů (2020)
- Bard (2022)
- Nekromant (2023)
- Paladin (2024)